# Шиадор
Шиадор (порт. Chiador) — муниципалитет в Бразилии, входит в штат Минас-Жерайс. Составная часть мезорегиона Зона-да-Мата. Входит в экономико-статистический микрорегион Жуис-ди-Фора. Население составляет 3001 человек на 2006 год. Занимает площадь 252,346 км². Плотность населения — 11,9 чел./км².
Праздник города — 12 декабря.

## История
Город основан 1 января 1954 года.

## Статистика
- Валовой внутренний продукт на 2003 год составляет 9 208 215,00 реалов (данные: Бразильский институт географии и статистики).
- Валовой внутренний продукт на душу населения на 2003 год составляет 3088,97 реалов (данные: Бразильский институт географии и статистики).
- Индекс развития человеческого потенциала на 2000 год составляет 0,719 (данные: Программа развития ООН).